# 岩崎堅司
岩崎 堅司（いわさき けんじ、1935年 - ）は、日本の戦後のデザイナー。

## 人物・略歴
‘64年東京オリンピック、‘70年大阪万博と、日本が産業の発達と生活の豊かさをめざしていた時代に、第一線で活躍した。'60年代に、作家の開高健らとともに「ベトナム戦争反対」を訴えるポスターを発表して脚光を浴びた。平和や自然環境、社会問題などを素材に、独特の力強さと優しさにユーモアを交えた作風で知られる。
静岡市紺屋町に誕生。少年時代に静岡大空襲を体験。1954年、静岡県立静岡高等学校卒業。1959年、東京芸術大学図案計画科卒業。同年、明治製菓入社。医薬品やキャラメルの包装デザインを手がけた。新人の登竜門と言われた日本宣伝美術会の公募展で2年連続入賞。1968年、同社を退社したのち、株式会社デザインアイを設立。1990年代に喉頭がんで声帯を切除。会話は発声補助器に筆談となった。2005年から2013年まで、東京港区南青山のギャラリー5610において個展を開催。近年は、渋谷区神宮前から静岡県長泉町のアトリエに活動の拠点を移し、グラフィック、立体作品を発表。地元長泉町のデザインアドバイザー。

## エピソード
聞き手：「キャリアのスタートは雑誌記者だったんですね。そこでネーミングの面白さを知った、と。」
岩永嘉弘：「はい。そこで4年ほど記者をしていました。そのころ、光文社は初めて外部からアルバイトのデザイナーを使ったんです。明治製菓の宣伝部でデザイナーをしていた岩崎堅司さんという方で、僕が記事を書き、岩崎さんがレイアウトをする、という形になりました。そんな中、岩崎さんが日本宣伝美術会のコンクールに絵本を作って応募したんです。僕が記事を書き、岩崎さんがデザインした作品で、グランプリを獲り、岩崎さんは一気に有名になりました。で、岩崎さんから「広告の世界に来ないか」と誘われた。それで明治製菓に入ることになったんです。」
ースペシャルインタビュー/岩永嘉弘ー

## 個展（2005-2013）
- 2005 「KANBAN TO TETSU」 11月21日(月)～11月26日(土)
- 2006 「VISUAL KITCHEN GARDEN」 9月18日(月)～9月23日(土)
- 2007 「IWASAKI KENJI NO IROIRO・DEKOBOKO」 10月8日(月)～10月13日(土)
- 2008 「20XX いま私たちをとりまく、さまざまな問題展」 10月13日(月)～10月18日(土)
- 2009 「岩崎堅司＋川村秀樹2人展」 10月12日(月)～10月24日(土)
- 2010 「IWASAKI KENJI NO KATAI KATACHI」 10月10日(日)～10月16日(土)
- 2011 「岩崎堅司の7年目の展活」 10月2日(日) ～10月8日(土)
- 2012 「イワサキケンジこれまでのシゴト1959-2012」 10月7日(日)～10月13日(土)
- 2013 「岩崎堅司の町おこしニコニコ長泉」展 5月26日(日)～6月1日(土)

## 受賞歴
- 1963年 第31回 毎日広告デザイン賞 新聞広告(多色) 通産大臣賞　大丸「クリスマス」
- 1964年 日本宣伝美術会奨励賞[4]
- 日本宣伝美術会特選
- 朝日広告賞
- パッケージング通産大臣賞